# Orava, Estland
Orava är en ort i Estland. Den ligger i Orava kommun och landskapet Põlvamaa, i den sydöstra delen av landet, 230 km sydost om huvudstaden Tallinn. Orava ligger 66 meter över havet och antalet invånare är 300.
Terrängen runt Orava är platt. Runt Orava är det mycket glesbefolkat, med 6 invånare per kvadratkilometer. Närmaste större samhälle är Värska, 12,6 km nordost om Orava. I omgivningarna runt Orava växer i huvudsak blandskog.